# Попешть (Голешть, Вилча)
Попешть, Попешті (рум. Popești) — село у повіті Вилча в Румунії. Адміністративний центр комуни Голешть.
Село розташоване на відстані 147 км на північний захід від Бухареста, 7 км на схід від Римніку-Вилчі, 100 км на північний схід від Крайови, 108 км на південний захід від Брашова.

## Населення
За даними перепису населення 2002 року у селі проживали 579 осіб, усі — румуни. Усі жителі села рідною мовою назвали румунську.